# Nagrada Glasa Koncila
Nagrada Glasa Koncila je nagrada koju dodjeljuje Glas Koncila za najbolji neobjavljen roman Glasa Koncila. 
Dodjeljuje se od 2010. godine. Da bi dobio nagradu, roman kao uvjet mora promicati kršćanske vrijednosti u univerzalnom smislu. Duljinski kriteriji je da tekst mora bit dug od 250 do 500 novinskih kartica. Dobitnici nagrade dobivaju pravo objaviti roman u izdanju Glasa Koncila te novčane nagrade: drugonagrađeni dobiva 40 tisuća, a trećenagrađeni 30 tisuća kuna.

## Dobitnici
- 2010.
- 1. nagrada: nije dodijeljena - nijedan među pristiglim radovima po mišljenju povjerenstva nije bio dovoljno vrijedan i književno relevantan roman
- 2. nagrada: Vjekoslav Tomašić (roman "Mreža")
- 3. nagrada: Nikola Kuzmičić (roman "Knjiga puna sarma")

Koordinator natječaja: Branimir Stanić. 
Natječaj je objavljen u časopisu Prilici od travnja 2009. godine, a trajao je do 6. listopada 2009. 
Stručno ocjenjivačko povjerenstvo: Tomislav Marijan Bilosnić, Ninoslav Lovčević, Ivica Šola, Božidar Petrač, Gordana Varošanec-Škarić
- 2011.